# کوکولو (کایائو)

کوکولو شهری در شهرستان کایائو در استان بازگا در بورکینافاسوی مرکزی است و جمعیت آن ۱۸۰۳ نفر است.